# Stephan Lamby

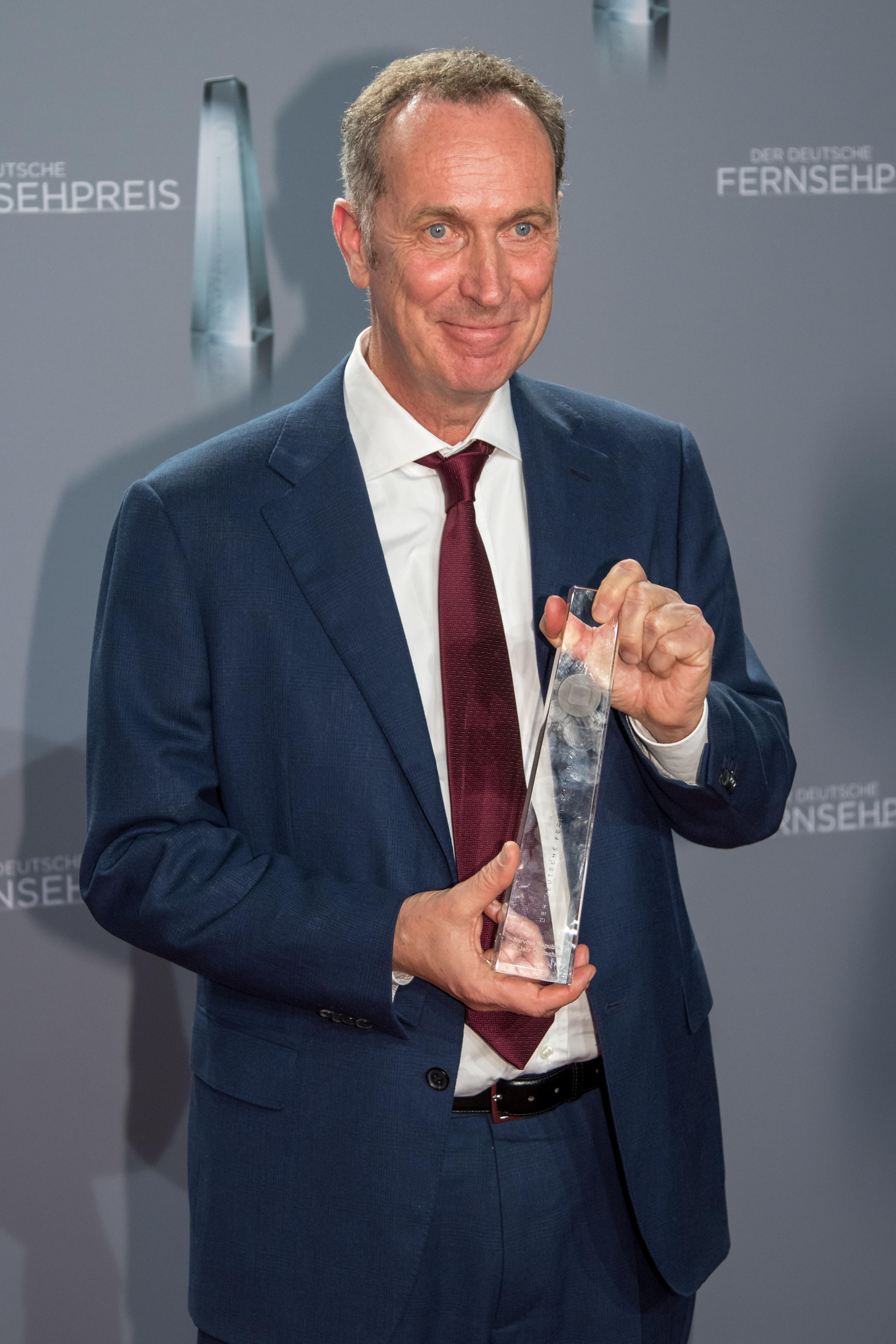
Lamby mit dem Deutschen Fernsehpreis 2018

Stephan Lamby (* 4. September 1959 in Bonn) ist ein deutscher Journalist, Dokumentarfilmer, Autor und Produzent.

## Leben und Wirken
Lamby studierte in Marburg und Hamburg Germanistik und Anglistik. Er arbeitete als freier Journalist in New York City und als stellvertretender Chefredakteur bei Radio 107 in Hamburg. Ab 1992 war Lamby beim Fernsehmagazin der ZEIT stellvertretender Redaktionsleiter und Moderator. 1997 gründete er die ECO Media TV-Produktion, die vor allem Dokumentationen zu Politik, Wirtschaft, Geschichte, Kultur und Wissenschaft produziert.
Neben seiner Tätigkeit als Produzent stellt Stephan Lamby auch als Autor Fernsehdokumentationen über politische und wirtschaftliche Themen her. Bekannt geworden ist er insbesondere mit Porträts von Politikern, beispielsweise über Helmut Kohl, Angela Merkel, Wolfgang Schäuble, Fidel Castro und Henry Kissinger. Außerdem hat er Filme über aktuelle Krisen im In- und Ausland hergestellt sowie den Musikfilm Brüder Kühn – Zwei Musiker spielen sich frei über die Jazzmusiker Joachim Kühn und Rolf Kühn, der beim internationalen Fernsehfestival Golden Prague den Hauptpreis gewonnen hat.
Stephan Lambys Vater, Werner Lamby, gehörte in den 1960/1970er Jahren zu den Spitzenbeamten der Bonner Republik, bevor er Manager der damals bundeseigenen VIAG wurde.

## Schriften
- mit Klaus Brinkbäumer: Im Wahn. Die amerikanische Katastrophe. 5., aktualisierte Auflage. C. H. Beck, München 2020, ISBN 978-3-406-75639-9.
- Entscheidungstage. Hinter den Kulissen des Machtwechsels. C.H. Beck, München 2021, ISBN 978-3-406-77433-1.[6]
- Ernstfall. Regieren in Zeiten des Krieges. Ein Report aus dem Inneren der Macht. C.H. Beck, München 2023, ISBN 978-3-406-80776-3.
- Dennoch sprechen wir miteinander. Wie ein Familientreffen zu einer Reise durch die Welt der Demagogen wurde. C.H. Beck, München 2025, ISBN 978-3-406-83009-9.

## Filme (als Autor)
- 1998: Der Top-Agent. Das geheime Leben des Werner Mauss[7]
- 2000: Die lange Fahrt der Graf Goetzen. Von Papenburg nach Afrika
- 2000: Schäubles Fall. Innenansicht einer Affäre (mit Michael Rutz)
- 2002: Das große Schauspiel. Inszenierung von Politik im permanenten Wahlkampf (mit Klaus Radke)
- 2004: Fidel Castro. Ewiger Revolutionär (mit Volker Skierka)
- 2004: Helmut Kohl. Ein deutscher Kanzler (mit Michael Rutz)
- 2005: Die Welt des Joschka Fischer. Sieben Jahre zwischen Krieg und Frieden
- 2006: Oliver Stone – Hollywoods Lieblingsrebell
- 2007: Der Tod des Uwe Barschel – Skandal ohne Ende (mit Patrik Baab und Andreas Kirsch)
- 2008: Merkels Macht – Auf den Spuren der Kanzlerin (mit Michael Rutz)
- 2008: Henry Kissinger – Geheimnisse einer Supermacht
- 2009: Retter in Not – wie Politiker die Krise bändigen wollen
- 2009: Der große Rausch – ein Investmentbanker packt aus
- 2010: Steinbrücks Blick in den Abgrund – Macht und Ohnmacht eines Krisenmanagers
- 2011: Wie tickt…? Stephan Lamby befragt Meinungsführer (Interview-Reihe)
- 2012: Schlachtfeld Politik – Die finstere Seite der Macht
- 2012: Der Domino-Effekt – kippt der Euro? (mit Michael Wech)
- 2015: Schäuble – Macht und Ohnmacht[8]
- 2017: Nervöse Republik – Ein Jahr Deutschland[9][10]
- 2017: Bimbes – Die schwarzen Kassen des Helmut Kohl (mit Egmont R. Koch)[11]
- 2018: Im Labyrinth der Macht – Protokoll einer Regierungsbildung[12]
- 2019: Brüder Kühn – Zwei Musiker spielen sich frei[13]
- 2019: Die Notregierung – ungeliebte Koalition. SWR, NDR, rbb. Gesendet in: Das Erste, 2. Dezember 2019
- 2020: Im Wahn – Trump und die Amerikanische Katastrophe (mit Klaus Brinkbäumer)[14]
- 2021: Wege zur Macht. Deutschlands Entscheidungsjahr. ARD-Mediathek seit 19. September 2021, in: Das Erste am 20. September 2021.
- 2023: Ernstfall – Regieren am Limit. ARD-Mediathek seit 10. September 2023, in: Das Erste am 11. September 2023
- 2025: Die Vertrauensfrage: Wer kann Deutschland regieren?. ARD-Mediathek seit 08. Februar 2025

## Auszeichnungen
- 2003: Robert-Geisendörfer-Preis[15] in der Kategorie Fernsehen
- 2005: Hans-Klein-Medienpreis
- 2009: Deutscher Wirtschaftsfilmpreis[16]
- 2009: Herbert Quandt Medien-Preis[17]
- 2009: Special Jury Award des WorldFest Houston
- 2010: Medienpreis des Deutschen Bundestages[18]
- 2010: IFD-Medienpreis[19]
- 2010: Silberne Victoria, Internationale Wirtschaftsfilmtage, Wien[20]
- 2012: Deutscher Fernsehpreis (Sonderpreis Information)[21]
- 2012: Deutsch-Französischer Journalistenpreis[22] (mit Michael Wech)
- 2014: Hanns-Joachim-Friedrichs-Preis
- 2015: Journalist des Jahres des medium magazins in der Rubrik „Entrepreneur“[23]
- 2015: Wirtschaftsjournalist des Jahres in der Rubrik „Wirtschaftspolitik/Gesellschaft“, vergeben vom Magazin Wirtschaftsjournalist[24]
- 2018: Deutscher Fernsehpreis[25]
- 2018: Bayerischer Fernsehpreis als Journalist für seine politischen Dokumentationen Nervöse Republik – Ein Jahr Deutschland, Das Duell – Merkel gegen Schulz und Bimbes – Die schwarzen Kassen des Helmut Kohl (alle ARD)
- 2018: Auszeichnung der Deutschen Akademie für Fernsehen für Bimbes – Die schwarzen Kassen des Helmut Kohl (ARD) (mit Egmont R. Koch)[26]
- 2018: Journalist des Jahres des medium magazins[27]
- 2019: Goldene Kamera für Im Labyrinth der Macht – Protokoll einer Regierungsbildung[12]
- 2020: Goldmedaille der New York Festivals für Brüder Kühn – Zwei Musiker spielen sich frei[28]
- 2020: Grand Prix des Golden Prague Festivals für Brüder Kühn – Zwei Musiker spielen sich frei[29]
- 2022: STERN-Preis (ehemals Nannen-Preis), Kategorie „Republik“[30]